# Operační program Doprava

Operační program Doprava 2007–2013 (OPD) je finanční nástroj pro čerpání prostředků z fondů Evropské unie určených na rozvoj dopravní infrastruktury v České republice. OPD byl pro programové období EU 2007–2013 v rámci celé ČR největším operačním programem. Jeho celková alokace činila 5,821 miliardy EUR (až cca 150 mld. Kč), což představovalo přibližně 22 % ze všech prostředků určených České republice z fondů EU pro toto období. OPD je financován ze dvou evropských zdrojů, a to z Fondu soudržnosti (FS) a z Evropského fondu pro regionální rozvoj (ERDF). Národní spolufinancování projektů je zajišťováno ze zdrojů státního rozpočtu z kapitoly Ministerstva dopravy.
Ministerstvo dopravy vykonává pro OPD roli Řídícího orgánu (ŘO OPD), který má celkovou odpovědnost za realizaci programu. V rámci Ministerstva dopravy byl výkonem činností Řídícího orgánu pověřen Odbor fondů EU. Do realizace OPD je v roli Zprostředkujícího subjektu zapojen i Státní fond dopravní infrastruktury (SFDI), který pro většinu projektů zajišťuje faktické uvolňování finančních prostředků.
OPD je věcně zaměřen především na naplňování dopravních priorit evropského a celostátního významu a zároveň na realizaci priorit a cílů daných Dopravní politikou České republiky na léta 2005–2013. Globálním cílem OPD je pak zlepšení dostupnosti dopravou. Tento cíl vychází z Národního strategického referenčního rámce. Globálního cíle OPD bude dosaženo prostřednictvím specifických cílů, které jsou vyjádřeny prostřednictvím jednotlivých prioritních os OPD. 
Konkrétně je z OPD podporována především výstavba a modernizace dopravní infrastruktury ve vlastnictví České republiky. Většina prostředků programu (až 65 %) je směřována na podporu infrastruktury na železniční a silniční síti na takzvané transevropské dopravní síti (TEN-T). OPD je dále zaměřen i na podporu infrastruktury na sítích mimo TEN-T a také na podporu městské hromadné dopravy v Praze, multimodální dopravy, vnitrozemské plavby, modernizace plavidel a rozvoje inteligentních dopravních systémů.

## Specifické cíle
- Výstavba a modernizace sítě TEN-T a sítí navazujících
- Výstavba a modernizace regionálních sítí drážní dopravy
- Výstavba a rozvoj dálniční sítě a sítě silnic I. třídy mimo TEN-T
- Zlepšování kvality dopravy a ochrany životního prostředí z hlediska problematiky dopravy
- Výstavba a modernizace důležitých dopravních spojení na území hl. m. Prahy

## Hlavní příjemci podpory
Majoritními příjemci podpory jsou Ředitelství silnic a dálnic (ŘSD), Správa železnic, státní organizace (dříve známá jako SŽDC) a Ředitelství vodních cest ČR (ŘVC), pro které je vyčleněno 91 % celkové alokace OPD a projekty těchto příjemců jsou financovány prostřednictvím SFDI. Dalším velmi významným příjemcem je hlavní město Praha, které čerpá finanční prostředky na systémy řízení městského silničního provozu a výstavbu metra.

## Celková alokace podle prioritních os
| Číslo a název prioritní osy                                                               | Fond    | Podíl na alokaci | Příspěvek z EU fondů [€] |
| ----------------------------------------------------------------------------------------- | ------- | ---------------- | ------------------------ |
| 1 - Modernizace a rozvoj železniční sítě TEN-T                                            | FS      | 37,7%            | 2 196 706 382            |
| 2 - Výstavba a modernizace dálniční a silniční sítě TEN-T                                 | FS      | 23,6%            | 1 372 796 400            |
| 3 - Modernizace železniční sítě mimo síť TEN-T                                            | FS      | 10,5%            | 613 403 953              |
| 4 - Modernizace silnic I. třídy mimo TEN-T                                                | ERDF    | 19,2%            | 1 116 496 958            |
| 5 - Modernizace a rozvoj pražského metra a systémů řízení silniční dopravy v hl. m. Praze | FS      | 6,2%             | 360 039 431              |
| 6 - Podpora multimodální nákladní přepravy a rozvoj vnitrozemské vodní dopravy            | ERDF    | 1,7%             | 101 355 852              |
| 7 - Technická pomoc OP Doprava                                                            | FS      | 1,0%             | 60 691 387               |
| Celkem                                                                                    | FS+ERDF | 100%             | 5 821 490 363            |

## Jednotlivé prioritní osy

### Prioritní osa 1 – Modernizace železniční sítě TEN-T
Typy podporovaných aktivit: Podpora v této prioritní ose je soustředěna především na ty úseky železniční sítě, které jsou součástí tzv. prioritních projektů uvedených v rozhodnutí Evropského parlamentu a Rady č. 884/2004/ES. Konkrétně bude podporována např. modernizace tranzitních koridorů a rozhodujících železničních uzlů na síti TEN-T, zajišťování interoperability implementací TSI a dálkového řízení provozu, včetně úprav železničních vozidel, realizace technických opatření k minimalizaci vlivů již dokončených staveb na životní prostředí a veřejné zdraví apod. 
Příjemci podpory: Vlastníci/správci dotčené infrastruktury (zejména Správa železniční dopravní cesty (SŽDC)), v případě zavádění interoperability i vlastníci železničních vozidel a provozovatelé železniční dopravy.

### Prioritní osa 2 – Výstavba a modernizace dálniční a silniční sítě TEN-T
Typy podporovaných aktivit: Předmětem podpory je výstavba nových úseků dálniční a silniční sítě, které nahradí v současnosti již nevyhovující úseky silniční sítě TEN-T. Dále je předmětem podpory zlepšování parametrů na již existujících úsecích dálnic a silnic ležících na síti TEN-T. Podpora je soustředěna především na ty úseky dálniční a silniční sítě, které jsou součástí tzv. prioritních projektů uvedených v rozhodnutí Evropského parlamentu a Rady č. 884/2004/ES. Konkrétně je podporována např. výstavba dalších úseků sítě TEN-T, modernizace a zvýšení kapacity již provozovaných úseků kategorie D, R a ostatních silnic I. třídy sítě TEN-T, zavádění inteligentních dopravních systémů na dálniční síti a sítích navazujících apod. Dále je podporována také realizace technických opatření k minimalizaci vlivů dokončených staveb na životní prostředí a veřejné zdraví.
Příjemci podpory: Vlastníci/správci dotčené infrastruktury (zejména ŘSD).

### Prioritní osa 3 – Modernizace železniční sítě mimo síť TEN-T
Typy podporovaných aktivit: Předmětem podpory je především modernizace a rozvoj železničních tratí celostátní důležitosti ležících mimo síť TEN-T. Konkrétně je podporována např. elektrizace železničních tratí, modernizace zabezpečovacích zařízení, zvyšování traťových rychlostí, zajišťování souladu s technickou specifikací pro interoperabilitu (TSI), vybavování prostor pro cestující za účelem zvýšení kultury cestování a zajištění přístupu osobám s omezenou schopností pohybu a orientace. Dále jsou podporovány také intervence pro snížení negativního vlivu železniční dopravy na životní prostředí a veřejné zdraví. 
Příjemci podpory: Vlastníci/správci dotčené infrastruktury (zejména SŽDC).

### Prioritní osa 4 – Modernizace silnic I. třídy mimo TEN-T
Typy podporovaných aktivit: Předmětem podpory je především výstavba a modernizace rychlostních silnic mimo sítě TEN-T a ostatních silnic I. třídy. Konkrétně je podporováno např. odstraňování závad na silnicích I. třídy, modernizace silnic I. třídy, budování silnic I. třídy sloužících jako obchvaty měst a obcí, implementace telematických systémů na silnicích I. třídy a zabezpečování dostatečné kapacity silniční infrastruktury v příhraničních a citlivých oblastech. Dále je podporována také realizace technických opatření vedoucích k minimalizaci vlivů již dokončených staveb na jednotlivé složky životního prostředí a veřejného zdraví a ke zvýšení bezpečnosti. 
Příjemci podpory: Vlastníci/správci dotčené infrastruktury (zejména ŘSD).

### Prioritní osa 5 – Modernizace a rozvoj pražského metra a systému řízení silniční dopravy v hl. m. Praze
Typy podporovaných aktivit: Předmětem podpory bude především výstavba nových úseků pražského metra a také podpora systémů řízení a regulace městského silničního provozu v Praze. 
Příjemci podpory: Vlastníci/správci dotčené infrastruktury (Magistrát hl. m. Prahy, případně jím zřízené organizace).

### Prioritní osa 6 – Podpora multimodální nákladní přepravy a rozvoj vnitrozemské vodní dopravy
Typy podporovaných aktivit: Předmětem podpory může být jednak rozvoj multimodálních přepravních systémů a dále pak i rozvoj a modernizace vnitrozemských vodních cest. V oblasti multimodální dopravy se může jednat o podporu revitalizace železničních vleček nebo dále např. i podporu vzniku mutimodálních terminálů a veřejných logistických center. V oblasti vodní dopravy je podporováno především dobudování vnitrozemských vodních cest splavněním dosud nesplavných úseků a dále pak i zlepšování parametrů již využívaných vodních cest, a to především v rámci sítě TEN-T. Je podporována i modernizace říčních plavidel. 
Příjemci podpory: Vlastníci/správci dotčené infrastruktury multimodální dopravy, vlastníci/správci dotčené infrastruktury vnitrozemské vodní dopravy (zejména ŘVC), provozovatelé/ vlastníci říčních plavidel.